# Enrique VII de Inglaterra
Enrique VII (28 de enero de 1457-21 de abril de 1509), también conocido como Enrique Tudor, fue rey de Inglaterra y señor de Irlanda desde su toma de la corona el 22 de agosto de 1485 hasta su muerte en 1509. Fue el primer monarca de la Casa de Tudor.
Enrique era hijo de Edmundo Tudor, primer conde de Richmond, y lady Margarita Beaufort. Su madre era bisnieta de Juan de Gante, príncipe inglés fundador de la rama lancastriana de la Casa de Plantagenet. Su padre era hermanastro del rey lancastriano Enrique VI. Edmundo Tudor falleció tres meses antes del nacimiento de su hijo, y Enrique fue criado por su tío Jasper Tudor, lancastriano, y William Herbert, partidario de la rama yorkista de la Casa de Plantagenet. Durante la juventud de Enrique, sus tíos y los lancastrianos libraron una serie de guerras civiles contra el pretendiente yorkista, Eduardo IV. Tras la reconquista del trono por parte de Eduardo en 1471, Enrique pasó catorce años exiliado en Bretaña. Alcanzó el trono cuando sus fuerzas, apoyadas por Francia y Escocia, derrotaron a Ricardo III en la batalla de Bosworth. Fue el último rey de Inglaterra en conquistar el trono en el campo de batalla, defendiéndolo dos años después en la batalla de Stoke Field, poniendo fin decisivamente a la guerra de las Dos Rosas (1455-1487). Fortaleció su derecho al casarse con Isabel de York, hija de Eduardo IV.
Enrique restauró el poder y la estabilidad de la monarquía inglesa tras la guerra civil. Se le atribuyen numerosas iniciativas administrativas, económicas y diplomáticas. Su política de apoyo a la industria lanera inglesa y su enfrentamiento con los Países Bajos beneficiaron a la economía inglesa durante mucho tiempo. Prestó mucha atención a los detalles y, en lugar de gastar a mansalva, se concentró en la recaudación de nuevos ingresos. Estabilizó las finanzas del gobierno mediante la introducción de varios impuestos nuevos. Tras su muerte, una comisión constató abusos generalizados en el proceso de recaudación de impuestos. Enrique reinó durante casi 24 años y fue sucedido pacíficamente por su hijo, Enrique VIII.

## Biografía

### Ancestros y primeros años
Enrique VII nació el 28 de enero de 1457 en el Castillo de Pembroke, en la zona anglófona de Pembrokeshire, conocida como la Pequeña Inglaterra más allá de Gales. Fue hijo único de lady Margarita Beaufort, quien entonces tenía 13 años, y Edmundo Tudor, primer conde de Richmond, quien, a los 26 años, falleció tres meses antes de su nacimiento. Probablemente fue bautizado en la Iglesia de Santa María, Pembroke, aunque no existe documentación del evento. El abuelo paterno de Enrique, Owen Tudor, originario de los Tudor de Penmynydd, isla de Anglesey en Gales, había sido paje en la corte del rey Enrique V. Ascendió a ser uno de los "Escuderos del Cuerpo del Rey" después del servicio militar en la batalla de Azincourt. Se dice que Owen se casó en secreto con la viuda de Enrique V, Catalina de Valois. Uno de sus hijos fue Edmundo, el padre de Enrique. Edmundo fue nombrado conde de Richmond en 1452 y declarado oficialmente legítimo por el Parlamento.
La descendencia de la madre de Enrique, Margarita, a través de la legitimada Casa de Beaufort reforzó las pretensiones de Enrique al trono inglés. Era bisnieta de Juan de Gante, primer duque de Lancaster (cuarto hijo de Eduardo III), y de su tercera esposa, Catalina Swynford. Swynford fue amante de Gante durante unos 25 años. Cuando se casaron en 1396, ya tenían cuatro hijos, entre ellos el bisabuelo de Enrique, Juan Beaufort. El sobrino de Gante, Ricardo II, legitimó a los hijos que Gante tuvo con Swynford mediante cartas patentes en 1397. En 1407, Enrique IV, hijo de Gante con su primera esposa, emitió nuevas cartas patentes que confirmaban la legitimidad de sus medio hermanos, pero también los declaraban inelegibles para el trono. La acción de Enrique IV fue de dudosa legalidad, ya que los Beaufort habían sido legitimados previamente por una ley del Parlamento, pero esto debilitó el reclamo de Henry. Sin embargo, en 1483 Enrique era el heredero varón de mayor rango de la Casa de Lancaster que quedaba después de las muertes en batalla, por asesinato o ejecución, de Enrique VI (hijo de Enrique V y Catalina de Valois), su hijo Eduardo de Westminster, príncipe de Gales, y la otra línea de descendencia Beaufort a través del tío de lady Margaret, Edmund Beaufort, segundo duque de Somerset.
Enrique también sacó provecho político de su ascendencia galesa al atraer apoyo militar y salvaguardar el paso de su ejército a través de Gales en su camino hacia la batalla de Bosworth. Provenía de una antigua y establecida familia de Anglesey que afirmaba descender de Cadwaladr, según la leyenda, el último rey británico antiguo.
En alguna ocasión, Enrique mostró el dragón rojo. Lo llevó, así como el estandarte de san Jorge, en su procesión por Londres después de la victoria en Bosworth. Un escritor contemporáneo y biógrafo de Enrique, Bernard André, también hizo gran hincapié en la ascendencia galesa de Enrique.

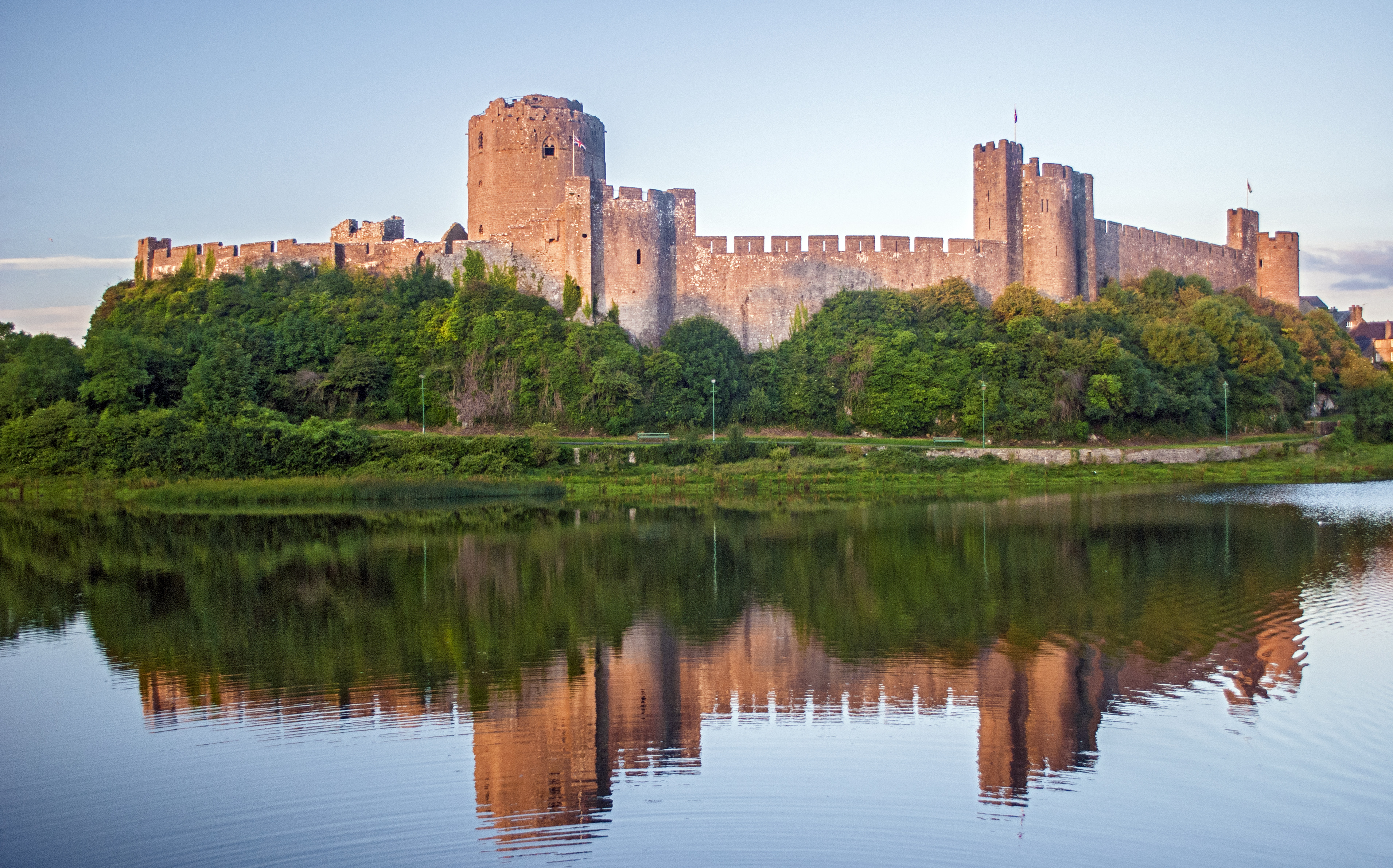
Castillo de Pembroke en Gales del Sur, lugar de nacimiento de Enrique VII.

En 1456, Edmund Tudor, el padre de Enrique VI, fue capturado mientras luchaba por Enrique VI en el sur de Gales contra los yorkistas. Murió poco después en el Castillo de Carmarthen. Su hermano menor, Jasper Tudor, conde de Pembroke, se comprometió a proteger a la viuda de Edmund, Margarita. Cuando Eduardo IV ascendió al trono en 1461, Jasper Tudor se exilió en el extranjero. El Castillo de Pembroke, y posteriormente el condado de Pembroke, fueron concedidos al yorkista William Herbert, quien también asumió la tutela de Margaret Beaufort y del joven Enrique.
Enrique vivió en casa de los Herbert hasta 1469, cuando Richard Neville, conde de Warwick (el "hacedor de reyes"), se unió a los lancastrianos. Herbert fue capturado mientras luchaba por los yorkistas y ejecutado por Warwick. Cuando Warwick restauró a Enrique VI en 1470, Jasper Tudor regresó del exilio y llevó a Enrique a la corte. Cuando el yorkista Eduardo IV recuperó el trono en 1471, Enrique huyó con otros lancastrianos a Bretaña. Pasó la mayor parte de los siguientes catorce años bajo la protección de Francisco II, duque de Bretaña.En noviembre de 1476, Francisco enfermó y sus principales consejeros se mostraron más dispuestos a negociar con el rey Eduardo. Enrique fue entregado a los enviados ingleses y escoltado hasta el puerto bretón de Saint-Malo. Allí, fingió calambres estomacales y retrasó su partida lo suficiente para evitar las mareas. Un aliado de Enrique, el vizconde Jean du Quélennec, llegó pronto con la noticia de que Francisco se había recuperado, y en medio de la confusión, Enrique pudo refugiarse en un monasterio. Allí se refugió hasta que los enviados se vieron obligados a partir.

### Ascenso al trono

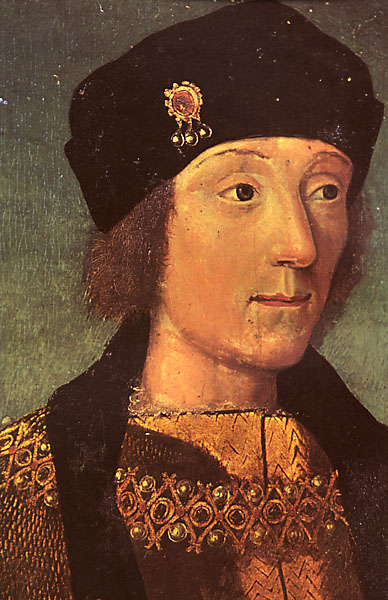
Joven Enrique VII, de un artista francés (Musée Calvet, Aviñón)

Para 1483, la madre de Enrique lo promovía activamente como alternativa a Ricardo III, a pesar de estar casada con Lord Stanley, un yorkista. En la catedral de Rennes, el día de Navidad de 1483, Enrique se comprometió a casarse con Isabel de York, la hija mayor de Eduardo IV. Ella era la heredera de Eduardo desde la presunta muerte de sus hermanos, los Príncipes de la Torre, el rey Eduardo V y Ricardo de Shrewsbury, duque de York. Con dinero y suministros prestados por su anfitrión, Francisco II de Bretaña, Enrique intentó desembarcar en Inglaterra, pero su conspiración se desenmascaró y resultó en la ejecución de su principal cómplice, Enrique Stafford, segundo duque de Buckingham. Ahora apoyado por el primer ministro de Francisco II, Pierre Landais, Ricardo III intentó extraditar a Enrique desde Bretaña, pero Enrique escapó a Francia. Fue bien recibido por los franceses, quienes le proporcionaron tropas y equipo para una segunda invasión. Enrique obtuvo el apoyo de los Woodville, suegros del difunto Eduardo IV, y zarpó con una pequeña fuerza francesa y escocesa, desembarcando en Mill Bay, cerca de Dale, Pembrokeshire. Marchó hacia Inglaterra acompañado de su tío Jasper y John de Vere, decimotercer conde de Oxford. Gales fue históricamente un bastión lancastriano, y Enrique debió el apoyo que obtuvo a su nacimiento y ascendencia galeses, siendo descendiente agnático de Rhys ap Gruffydd. Reunió un ejército de entre 5.000 y 6.000 soldados.
Enrique ideó un plan para apoderarse del trono enfrentándose rápidamente a Ricardo, ya que este contaba con refuerzos en Nottingham y Leicester. Aunque inferiores en número, las fuerzas lancastrianas de Enrique derrotaron decisivamente al ejército yorkista de Ricardo en la batalla de Bosworth el 22 de agosto de 1485. Varios aliados clave de Ricardo, como Henry Percy, cuarto conde de Northumberland, y también lord Stanley y su hermano William, cambiaron de bando o abandonaron el campo de batalla. La muerte de Ricardo III en Bosworth puso fin a la guerra de las Dos Rosas.

## Reinado
Para asegurar su permanencia en el trono, Enrique se declaró rey por derecho de conquista retroactivamente desde el 21 de agosto de 1485, el día antes de Bosworth. Así, cualquiera que hubiera luchado por Ricardo contra él sería culpable de traición, y Enrique podría confiscar legalmente las tierras y propiedades de Ricardo III, a la vez que restituía las suyas. Enrique perdonó a su sobrino y heredero designado, Juan de la Pole, conde de Lincoln, y nombró condesa de Salisbury a la heredera yorkista Margarita Plantagenet. Se cuidó de no dirigirse a la baronía ni convocar al Parlamento hasta después de su coronación, que tuvo lugar en la abadía de Westminster el 30 de octubre de 1485.

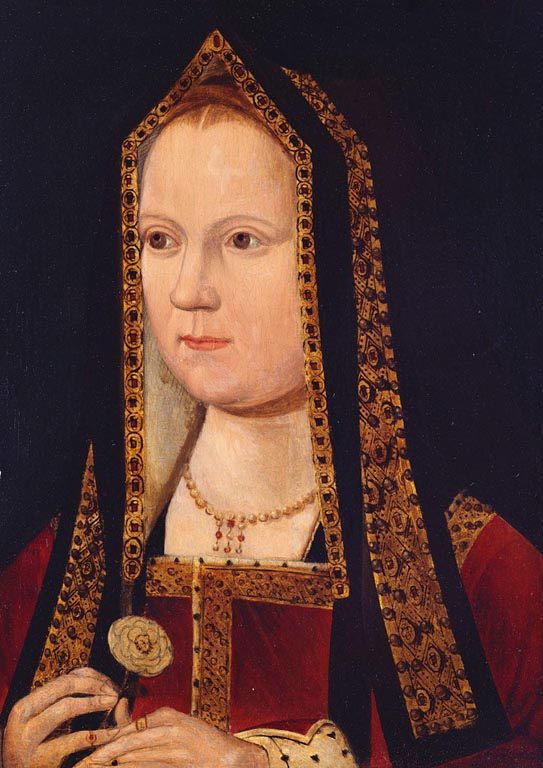
La reina Isabel, esposa de Enrique

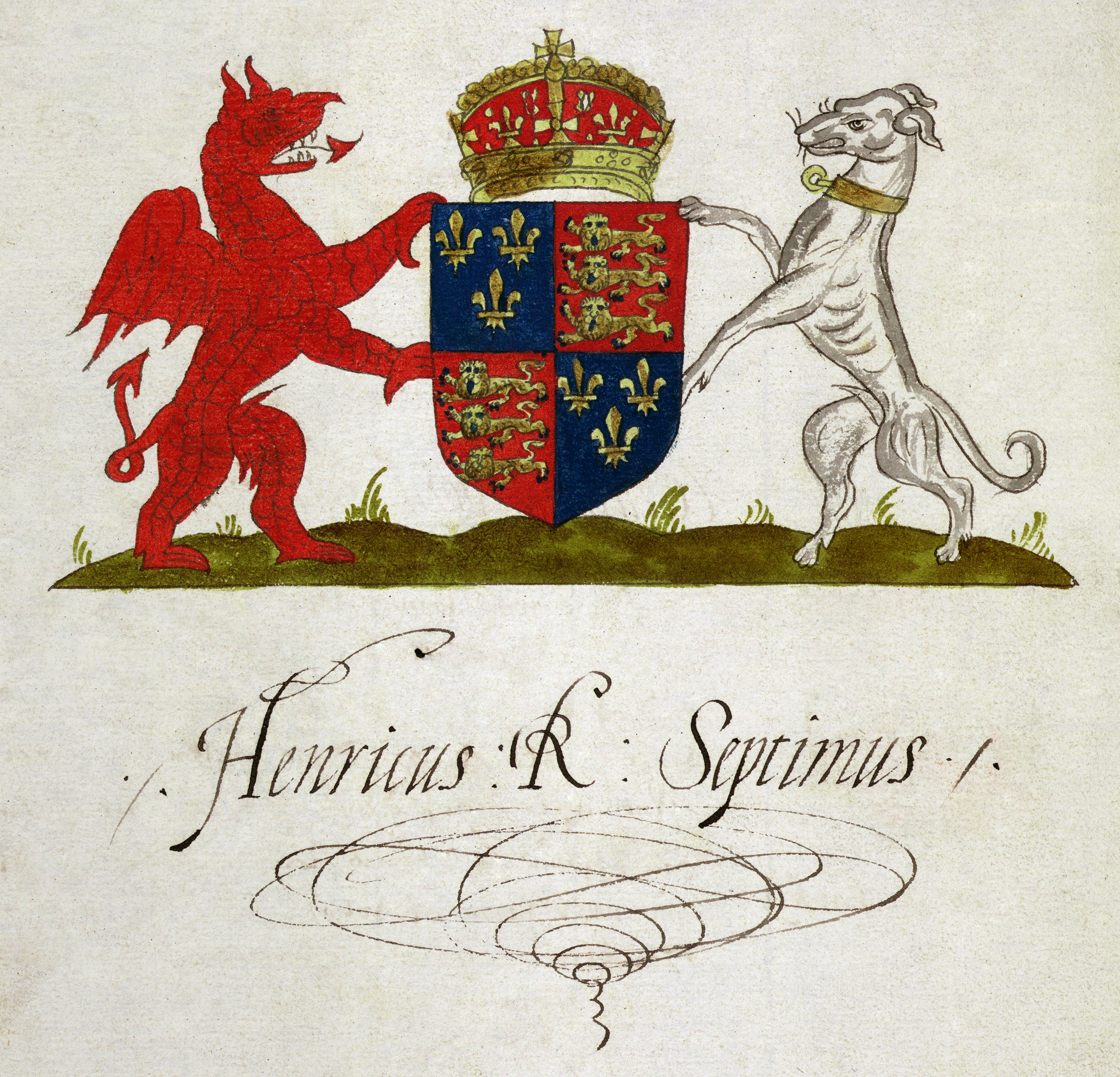
Escudo de armas de Enrique VII

Enrique cumplió su promesa de diciembre de 1483 de casarse con Isabel de York y la boda tuvo lugar en 1486 en la Abadía de Westminster. Él tenía 29 años y ella 20. Eran primos terceros, ya que ambos eran tataranietos de Juan de Gante. Enrique se casó con Isabel de York con la esperanza de unificar las facciones yorkista y lancastriana en las disputas dinásticas de los Plantagenet, y tuvo un éxito considerable. Sin embargo, persistía tal nivel de paranoia que cualquiera (por ejemplo, Juan de la Pole, conde de Lincoln) con vínculos de sangre con los Plantagenet era sospechoso de codiciar el trono.
Enrique IV logró que el Parlamento derogara el Titulus regius, la ley que declaraba inválido el matrimonio de Eduardo IV y a sus hijos ilegítimos, legitimando así a su esposa. Los historiadores aficionados Bertram Fields y sir Clements Markham han afirmado que pudo haber estado involucrado en el asesinato de los Príncipes en la Torre, ya que la derogación del Titulus regius les dio a los príncipes un derecho al trono más fuerte que el suyo. Alison Weir señala que la ceremonia de Rennes, dos años antes, solo era plausible si Enrique y sus partidarios estaban seguros de que los príncipes ya habían fallecido.
Enrique comenzó a tomar precauciones contra la rebelión mientras aún estaba en Leicester tras el incidente de Bosworth. Eduardo, conde de Warwick, hijo de diez años de Jorge, duque de Clarence, hermano de Eduardo IV, era el varón superviviente de mayor edad de la Casa de York. Antes de partir hacia Londres, Enrique envió a Robert Willoughby al sheriff Hutton en Yorkshire, para arrestar a Warwick y llevarlo a la Torre de Londres. A pesar de estas precauciones, Enrique enfrentó varias rebeliones durante los doce años siguientes. La primera fue la rebelión de los hermanos Stafford en 1486, instigada por el vizconde Lovell, que fracasó sin lucha.
Posteriormente, en 1487, los yorkistas, liderados por Lincoln, se rebelaron en apoyo de Lambert Simnel, un joven que, según afirmaban, era Eduardo de Warwick (quien en realidad estaba prisionero en la Torre). La rebelión comenzó en Irlanda, donde la nobleza históricamente yorkista, encabezada por el poderoso Gerald FitzGerald, octavo conde de Kildare, proclamó rey a Simnel y proporcionó tropas para su invasión de Inglaterra. La rebelión fue derrotada y Lincoln murió en la batalla de Stoke Field. Enrique mostró una notable clemencia con los rebeldes supervivientes: indultó a Kildare y a los demás nobles irlandeses, y nombró al joven Simnel sirviente en la cocina real, donde se encargaba de asar carnes en un asador.
En 1490, un joven flamenco, Perkin Warbeck, apareció y afirmó ser Ricardo de Shrewsbury, el menor de los "Príncipes de la Torre". Warbeck se ganó el apoyo de la hermana de Eduardo IV, Margarita, duquesa de Borgoña. Lideró intentos de invasión de Irlanda en 1491 e Inglaterra en 1495, y convenció a Jacobo IV de Escocia para que invadiera Inglaterra en 1496. En 1497, Warbeck desembarcó en Cornualles con unos pocos miles de soldados, pero pronto fue capturado y ejecutado.
Cuando los agentes del rey registraron las propiedades de William Stanley (Chambelán de la Casa Real, con acceso directo a Enrique VII), encontraron una bolsa de monedas por un valor aproximado de 10.000 libras y un collar de librea con adornos yorkistas. Stanley fue acusado de apoyar la causa de Warbeck, arrestado y posteriormente ejecutado. En respuesta a esta amenaza dentro de su propia casa, el rey instauró medidas de seguridad más estrictas para el acceso a su persona. En 1499, Enrique mandó ejecutar al conde de Warwick. Sin embargo, perdonó a la hermana mayor de Warwick, Margaret, quien sobrevivió hasta 1541, cuando fue ejecutada por Enrique VIII.

### Últimos años y muerte
En 1502, la vida de Enrique VII dio un giro difícil y personal, en el que muchas personas cercanas a él fallecieron en rápida sucesión. Su primogénito y heredero aparente, Arturo, príncipe de Gales, falleció repentinamente en el castillo de Ludlow, muy probablemente a causa de una enfermedad respiratoria viral conocida en aquel entonces como el «sudor inglés». Esto convirtió al segundo hijo de Enrique VII, Enrique, duque de York, en heredero aparente al trono. El rey, normalmente un hombre reservado que rara vez mostraba mucha emoción en público, salvo por su enojo, sorprendió a sus cortesanos con su intenso dolor y sollozos por la muerte de su hijo. Su preocupación por la reina es prueba de la felicidad del matrimonio, al igual que su reacción ante la muerte de la reina Isabel al año siguiente, cuando se encerró en casa durante varios días, negándose a hablar con nadie. Enrique VII quedó destrozado por la pérdida de Isabel, y su muerte lo afectó severamente.
Enrique deseaba mantener la alianza española. Por ello, obtuvo una dispensa papal del papa Julio II para que el príncipe Enrique se casara con Catalina, la viuda de su hermano, una relación que, de otro modo, habría impedido el matrimonio por la Iglesia. Tras obtener la dispensa, Enrique dudó del matrimonio de su hijo con Catalina. La madre de Catalina, Isabel I de Castilla, había fallecido y su hermana, Juana, la había sucedido; Catalina era, por lo tanto, hija de un solo monarca reinante y, por lo tanto, menos deseable como esposa para el heredero aparente de Enrique VII. El matrimonio no se celebró durante su vida. De lo contrario, en el momento en que su padre concertó el matrimonio con Catalina de Aragón, el futuro Enrique VIII era demasiado joven para contraerlo según el derecho canónico y no podría hacerlo hasta los catorce años.
Enrique hizo planes poco entusiastas para volver a casarse y engendrar más herederos, pero nunca se materializaron. Consideró la posibilidad de un nuevo matrimonio para renovar la alianza con España; se consideraron Juana, reina viuda de Nápoles (sobrina de la reina Isabel de Castilla), la reina Juana de Castilla y Margarita, duquesa viuda de Saboya (cuñada de Juana de Castilla). En 1505 estaba lo suficientemente interesado en un posible matrimonio con Juana de Nápoles que envió embajadores a Nápoles para informar sobre la idoneidad física de Juana, de 27 años. La boda nunca se celebró.
Enrique VII se encuentra entre la minoría de monarcas británicos que nunca tuvieron amantes conocidas y, para la época, resulta inusual que no volviera a casarse. Su hijo Enrique fue el único heredero varón tras la muerte de su esposa; por lo tanto, la muerte de Arturo creó una situación política precaria para la Casa de Tudor.
Durante la vida de Enrique VII, la nobleza lo criticó a menudo por recentralizar el poder en Londres y, posteriormente, el historiador del siglo XVI, Francis Bacon, criticó duramente los métodos que empleaba para aplicar la legislación fiscal. Es igualmente cierto que Enrique VII era diligente en el registro detallado de sus finanzas personales, hasta el último medio penique. Estos y un libro de cuentas que detalla los gastos de su reina sobreviven en los Archivos Nacionales Británicos, al igual que las cuentas de los cortesanos y muchas de las propias cartas del rey. De estos libros de contabilidad, la evidencia es clara de que, hasta la muerte de su esposa, Enrique fue un padre y esposo más cariñoso de lo que se creía, y hay evidencia de que su personalidad aparentemente austera ocultaba una devoción a su familia. Las cartas a los familiares tienen un tono afectuoso que no se refleja en los asuntos oficiales del estado, como lo demuestran muchas escritas a su madre Margarita. Muchas de las entradas muestran a un hombre que aflojó su presupuesto generosamente para su esposa e hijos, y no solo para cubrir necesidades básicas. Tras la muerte de Isabel, las posibilidades de tales indulgencias familiares disminuyeron considerablemente. Henry enfermó gravemente y casi murió, permitiendo que solo su madre Margaret Beaufort estuviera cerca de él: "se retiró en secreto a un lugar solitario y deseó que ningún hombre recurra a él". Para agravar aún más la angustia de Enrique, a los pocos meses de la muerte de su madre, su hija mayor, Margarita, que anteriormente había estado comprometida con el rey Jacobo IV de Escocia, tuvo que ser escoltada hasta la frontera por su padre: nunca la volvería a ver. Margarita escribió cartas a su padre declarando su nostalgia, pero Enrique no pudo hacer nada más que lamentar la pérdida de su familia y honrar los términos del tratado de paz que había acordado con el rey de Escocia.

Enrique VII murió de tuberculosis en el Palacio de Richmond el 21 de abril de 1509 y fue enterrado en la capilla que él mismo encargó en la Abadía de Westminster, junto a su esposa, Isabel. Fue sucedido por su segundo hijo, Enrique VIII (r. 1509-1547), quien iniciaría la Reforma protestante en Inglaterra. Su madre murió dos meses después, el 29 de junio de 1509.
| \| \| \| \| \| Blanca de Lancaster \| Blanca de Lancaster \| Blanca de Lancaster \| Blanca de Lancaster \| Blanca de Lancaster \| Blanca de Lancaster \| \| \| Juan de Gante Duque de Lancaster \| Juan de Gante Duque de Lancaster \| Juan de Gante Duque de Lancaster \| Juan de Gante Duque de Lancaster \| Juan de Gante Duque de Lancaster \| Juan de Gante Duque de Lancaster \| \| \| Catalina de Roet-Swynford \| Catalina de Roet-Swynford \| Catalina de Roet-Swynford \| Catalina de Roet-Swynford \| Catalina de Roet-Swynford \| Catalina de Roet-Swynford \| \| \| \| \| \| \| \| \| \| \| \| \| \| \| \| \| \| \| \| \| \| \| \| \| \| \| \| \| \| \| \| \| \| \| \| \| \| Blanca de Lancaster \| Blanca de Lancaster \| Blanca de Lancaster \| Blanca de Lancaster \| Blanca de Lancaster \| Blanca de Lancaster \| \| \| Juan de Gante Duque de Lancaster \| Juan de Gante Duque de Lancaster \| Juan de Gante Duque de Lancaster \| Juan de Gante Duque de Lancaster \| Juan de Gante Duque de Lancaster \| Juan de Gante Duque de Lancaster \| \| \| Catalina de Roet-Swynford \| Catalina de Roet-Swynford \| Catalina de Roet-Swynford \| Catalina de Roet-Swynford \| Catalina de Roet-Swynford \| Catalina de Roet-Swynford \| \| \| \| \| \| \| \| \| \| \| \| \| \| \| \| \| \| \| \| \| \| \| \| \| \| \| \| \| \| \| \| \| \| \| \| \| \| \| \| \| \| \| \| \| \| \| \| \| \| \| \| \| \| \| \| \| \| \| \| \| \| \| \| \| \| \| \| \| \| \| \| \| \| \| \| \| \| \| \| \| \| \| \| \| \| \| \| \| \| \| \| \| \| \| \| \| \| \| \| \| \| \| \| \| \| \| \| \| \| \| \| \| \| \| \| \| \| \| \| \| \| \| \| \| \| \| \| \| \| \| \| \| \| \| \| \| \| \| \| \| \| \| \| \| \| \| \| \| \| \| \| Enrique IV \| Enrique IV \| Enrique IV \| Enrique IV \| Enrique IV \| Enrique IV \| \| \| \| \| \| \| \| \| \| \| \| \| \| \| \| \| \| \| Juan Beaufort Condé de Somerset \| Juan Beaufort Condé de Somerset \| Juan Beaufort Condé de Somerset \| Juan Beaufort Condé de Somerset \| Juan Beaufort Condé de Somerset \| Juan Beaufort Condé de Somerset \| \| \| Juana Beaufort \| Juana Beaufort \| Juana Beaufort \| Juana Beaufort \| Juana Beaufort \| Juana Beaufort \| \| \| \| \| \| \| \| \| \| \| \| \| \| \| \| \| \| \| \| \| \| Enrique IV \| Enrique IV \| Enrique IV \| Enrique IV \| Enrique IV \| Enrique IV \| \| \| \| \| \| \| \| \| \| \| \| \| \| \| \| \| \| \| Juan Beaufort Condé de Somerset \| Juan Beaufort Condé de Somerset \| Juan Beaufort Condé de Somerset \| Juan Beaufort Condé de Somerset \| Juan Beaufort Condé de Somerset \| Juan Beaufort Condé de Somerset \| \| \| Juana Beaufort \| Juana Beaufort \| Juana Beaufort \| Juana Beaufort \| Juana Beaufort \| Juana Beaufort \| \| \| \| \| \| \| \| \| \| \| \| \| \| \| \| \| \| \| \| \| \| Enrique V \| Enrique V \| Enrique V \| Enrique V \| Enrique V \| Enrique V \| \| \| Catalina de Valois \| Catalina de Valois \| Catalina de Valois \| Catalina de Valois \| Catalina de Valois \| Catalina de Valois \| \| \| Owen Tudor \| Owen Tudor \| Owen Tudor \| Owen Tudor \| Owen Tudor \| Owen Tudor \| \| \| Juan Beaufort Duque de Somerset \| Juan Beaufort Duque de Somerset \| Juan Beaufort Duque de Somerset \| Juan Beaufort Duque de Somerset \| Juan Beaufort Duque de Somerset \| Juan Beaufort Duque de Somerset \| \| \| Cecilia Neville \| Cecilia Neville \| Cecilia Neville \| Cecilia Neville \| Cecilia Neville \| Cecilia Neville \| \| \| Ricardo Duque de York \| Ricardo Duque de York \| Ricardo Duque de York \| Ricardo Duque de York \| Ricardo Duque de York \| Ricardo Duque de York \| \| \| \| \| \| \| \| \| \| \| \| \| \| Enrique V \| Enrique V \| Enrique V \| Enrique V \| Enrique V \| Enrique V \| \| \| Catalina de Valois \| Catalina de Valois \| Catalina de Valois \| Catalina de Valois \| Catalina de Valois \| Catalina de Valois \| \| \| Owen Tudor \| Owen Tudor \| Owen Tudor \| Owen Tudor \| Owen Tudor \| Owen Tudor \| \| \| Juan Beaufort Duque de Somerset \| Juan Beaufort Duque de Somerset \| Juan Beaufort Duque de Somerset \| Juan Beaufort Duque de Somerset \| Juan Beaufort Duque de Somerset \| Juan Beaufort Duque de Somerset \| \| \| Cecilia Neville \| Cecilia Neville \| Cecilia Neville \| Cecilia Neville \| Cecilia Neville \| Cecilia Neville \| \| \| Ricardo Duque de York \| Ricardo Duque de York \| Ricardo Duque de York \| Ricardo Duque de York \| Ricardo Duque de York \| Ricardo Duque de York \| \| \| \| \| \| \| \| \| \| \| \| \| \| \| \| \| \| \| \| \| \| \| \| \| \| \| \| \| \| \| \| \| \| \| \| \| \| \| \| \| \| \| \| \| \| \| \| \| \| \| \| \| \| \| \| \| \| \| \| \| \| \| \| \| \| \| \| \| \| \| \| \| \| \| \| \| \| \| \| \| \| \| \| \| \| \| \| \| \| \| \| \| \| \| \| \| \| \| \| \| \| \| \| \| \| \| \| \| \| \| \| \| \| \| \| \| \| \| \| \| \| \| \| \| \| \| \| \| \| \| \| \| \| \| \| Enrique VI \| Enrique VI \| Enrique VI \| Enrique VI \| Enrique VI \| Enrique VI \| \| \| Edmundo Tudor Condé de Richmond \| Edmundo Tudor Condé de Richmond \| Edmundo Tudor Condé de Richmond \| Edmundo Tudor Condé de Richmond \| Edmundo Tudor Condé de Richmond \| Edmundo Tudor Condé de Richmond \| \| \| \| \| \| \| Margarita Beaufort \| Margarita Beaufort \| Margarita Beaufort \| Margarita Beaufort \| Margarita Beaufort \| Margarita Beaufort \| \| \| Eduardo IV \| Eduardo IV \| Eduardo IV \| Eduardo IV \| Eduardo IV \| Eduardo IV \| \| \| Ricardo III \| Ricardo III \| Ricardo III \| Ricardo III \| Ricardo III \| Ricardo III \| \| \| \| \| \| \| \| \| \| \| \| \| \| \| \| \| \| Enrique VI \| Enrique VI \| Enrique VI \| Enrique VI \| Enrique VI \| Enrique VI \| \| \| Edmundo Tudor Condé de Richmond \| Edmundo Tudor Condé de Richmond \| Edmundo Tudor Condé de Richmond \| Edmundo Tudor Condé de Richmond \| Edmundo Tudor Condé de Richmond \| Edmundo Tudor Condé de Richmond \| \| \| \| \| \| \| Margarita Beaufort \| Margarita Beaufort \| Margarita Beaufort \| Margarita Beaufort \| Margarita Beaufort \| Margarita Beaufort \| \| \| Eduardo IV \| Eduardo IV \| Eduardo IV \| Eduardo IV \| Eduardo IV \| Eduardo IV \| \| \| Ricardo III \| Ricardo III \| Ricardo III \| Ricardo III \| Ricardo III \| Ricardo III \| \| \| \| \| \| \| \| \| \| \| \| \| \| \| \| \| \| \| \| \| \| \| \| \| \| \| \| \| \| \| \| \| \| \| \| \| \| \| \| \| \| \| \| \| \| \| \| \| \| \| \| \| \| \| \| \| \| \| \| \| \| \| \| \| \| \| \| \| \| \| \| \| \| \| \| \| \| \| \| \| \| \| \| \| \| \| \| \| \| \| \| \| \| \| \| \| \| \| \| \| \| \| \| \| \| \| \| \| \| \| \| \| \| \| \| \| \| \| \| \| \| \| \| \| \| \| \| \| \| \| \| \| \| \| \| \| \| \| \| \| \| \| \| \| \| \| \| \| \| Enrique VII \| Enrique VII \| Enrique VII \| Enrique VII \| Enrique VII \| Enrique VII \| \| \| Isabel de York \| Isabel de York \| Isabel de York \| Isabel de York \| Isabel de York \| Isabel de York \| \| \| Eduardo V \| Eduardo V \| Eduardo V \| Eduardo V \| Eduardo V \| Eduardo V \| \| \| \| \| \| \| \| \| \| \| \| \| \| \| \| \| \| \| \| \| \| \| \| \| \| \| \| \| \| \| \| \| \| \| \| \| \| Enrique VII \| Enrique VII \| Enrique VII \| Enrique VII \| Enrique VII \| Enrique VII \| \| \| Isabel de York \| Isabel de York \| Isabel de York \| Isabel de York \| Isabel de York \| Isabel de York \| \| \| Eduardo V \| Eduardo V \| Eduardo V \| Eduardo V \| Eduardo V \| Eduardo V \| \| \| \| \| \| \| \| \| \| \| \| \| \| \| \| \| \| \| |            |            |            |                     |                     |                     |                     |                     |                     |                    |                    |                                  |                                  |                                  |                                  |                                  |                                  |             |             |                           |                           |                           |                           |                                 |                                 |                                 |                                 |                                 |                                 |                |                |                 |                 |                 |                 |                 |                 |           |           |                       |                       |                       |                       |                       |                       |  |  |  |  |  |  |  |  |  |  |  |  |
| |            |            |            | Blanca de Lancaster | Blanca de Lancaster | Blanca de Lancaster | Blanca de Lancaster | Blanca de Lancaster | Blanca de Lancaster |                    |                    | Juan de Gante Duque de Lancaster | Juan de Gante Duque de Lancaster | Juan de Gante Duque de Lancaster | Juan de Gante Duque de Lancaster | Juan de Gante Duque de Lancaster | Juan de Gante Duque de Lancaster |             |             | Catalina de Roet-Swynford | Catalina de Roet-Swynford | Catalina de Roet-Swynford | Catalina de Roet-Swynford | Catalina de Roet-Swynford       | Catalina de Roet-Swynford       |                                 |                                 |                                 |                                 |                |                |                 |                 |                 |                 |                 |                 |           |           |                       |                       |                       |                       |                       |                       |  |  |  |  |  |  |  |  |  |  |  |  |
| |            |            |            | Blanca de Lancaster | Blanca de Lancaster | Blanca de Lancaster | Blanca de Lancaster | Blanca de Lancaster | Blanca de Lancaster |                    |                    | Juan de Gante Duque de Lancaster | Juan de Gante Duque de Lancaster | Juan de Gante Duque de Lancaster | Juan de Gante Duque de Lancaster | Juan de Gante Duque de Lancaster | Juan de Gante Duque de Lancaster |             |             | Catalina de Roet-Swynford | Catalina de Roet-Swynford | Catalina de Roet-Swynford | Catalina de Roet-Swynford | Catalina de Roet-Swynford       | Catalina de Roet-Swynford       |                                 |                                 |                                 |                                 |                |                |                 |                 |                 |                 |                 |                 |           |           |                       |                       |                       |                       |                       |                       |  |  |  |  |  |  |  |  |  |  |  |  |
| |            |            |            |                     |                     |                     |                     |                     |                     |                    |                    |                                  |                                  |                                  |                                  |                                  |                                  |             |             |                           |                           |                           |                           |                                 |                                 |                                 |                                 |                                 |                                 |                |                |                 |                 |                 |                 |                 |                 |           |           |                       |                       |                       |                       |                       |                       |  |  |  |  |  |  |  |  |  |  |  |  |
| |            |            |            |                     |                     |                     |                     |                     |                     |                    |                    |                                  |                                  |                                  |                                  |                                  |                                  |             |             |                           |                           |                           |                           |                                 |                                 |                                 |                                 |                                 |                                 |                |                |                 |                 |                 |                 |                 |                 |           |           |                       |                       |                       |                       |                       |                       |  |  |  |  |  |  |  |  |  |  |  |  |
| Enrique IV | Enrique IV | Enrique IV | Enrique IV | Enrique IV          | Enrique IV          |                     |                     |                     |                     |                    |                    |                                  |                                  |                                  |                                  |                                  |                                  |             |             |                           |                           |                           |                           | Juan Beaufort Condé de Somerset | Juan Beaufort Condé de Somerset | Juan Beaufort Condé de Somerset | Juan Beaufort Condé de Somerset | Juan Beaufort Condé de Somerset | Juan Beaufort Condé de Somerset |                |                | Juana Beaufort  | Juana Beaufort  | Juana Beaufort  | Juana Beaufort  | Juana Beaufort  | Juana Beaufort  |           |           |                       |                       |                       |                       |                       |                       |  |  |  |  |  |  |  |  |  |  |  |  |
| Enrique IV | Enrique IV | Enrique IV | Enrique IV | Enrique IV          | Enrique IV          |                     |                     |                     |                     |                    |                    |                                  |                                  |                                  |                                  |                                  |                                  |             |             |                           |                           |                           |                           | Juan Beaufort Condé de Somerset | Juan Beaufort Condé de Somerset | Juan Beaufort Condé de Somerset | Juan Beaufort Condé de Somerset | Juan Beaufort Condé de Somerset | Juan Beaufort Condé de Somerset |                |                | Juana Beaufort  | Juana Beaufort  | Juana Beaufort  | Juana Beaufort  | Juana Beaufort  | Juana Beaufort  |           |           |                       |                       |                       |                       |                       |                       |  |  |  |  |  |  |  |  |  |  |  |  |
| Enrique V | Enrique V  | Enrique V  | Enrique V  | Enrique V           | Enrique V           |                     |                     | Catalina de Valois  | Catalina de Valois  | Catalina de Valois | Catalina de Valois | Catalina de Valois               | Catalina de Valois               |                                  |                                  | Owen Tudor                       | Owen Tudor                       | Owen Tudor  | Owen Tudor  | Owen Tudor                | Owen Tudor                |                           |                           | Juan Beaufort Duque de Somerset | Juan Beaufort Duque de Somerset | Juan Beaufort Duque de Somerset | Juan Beaufort Duque de Somerset | Juan Beaufort Duque de Somerset | Juan Beaufort Duque de Somerset |                |                | Cecilia Neville | Cecilia Neville | Cecilia Neville | Cecilia Neville | Cecilia Neville | Cecilia Neville |           |           | Ricardo Duque de York | Ricardo Duque de York | Ricardo Duque de York | Ricardo Duque de York | Ricardo Duque de York | Ricardo Duque de York |  |  |  |  |  |  |  |  |  |  |  |  |
| Enrique V | Enrique V  | Enrique V  | Enrique V  | Enrique V           | Enrique V           |                     |                     | Catalina de Valois  | Catalina de Valois  | Catalina de Valois | Catalina de Valois | Catalina de Valois               | Catalina de Valois               |                                  |                                  | Owen Tudor                       | Owen Tudor                       | Owen Tudor  | Owen Tudor  | Owen Tudor                | Owen Tudor                |                           |                           | Juan Beaufort Duque de Somerset | Juan Beaufort Duque de Somerset | Juan Beaufort Duque de Somerset | Juan Beaufort Duque de Somerset | Juan Beaufort Duque de Somerset | Juan Beaufort Duque de Somerset |                |                | Cecilia Neville | Cecilia Neville | Cecilia Neville | Cecilia Neville | Cecilia Neville | Cecilia Neville |           |           | Ricardo Duque de York | Ricardo Duque de York | Ricardo Duque de York | Ricardo Duque de York | Ricardo Duque de York | Ricardo Duque de York |  |  |  |  |  |  |  |  |  |  |  |  |
| |            |            |            |                     |                     |                     |                     |                     |                     |                    |                    |                                  |                                  |                                  |                                  |                                  |                                  |             |             |                           |                           |                           |                           |                                 |                                 |                                 |                                 |                                 |                                 |                |                |                 |                 |                 |                 |                 |                 |           |           |                       |                       |                       |                       |                       |                       |  |  |  |  |  |  |  |  |  |  |  |  |
| |            |            |            |                     |                     |                     |                     |                     |                     |                    |                    |                                  |                                  |                                  |                                  |                                  |                                  |             |             |                           |                           |                           |                           |                                 |                                 |                                 |                                 |                                 |                                 |                |                |                 |                 |                 |                 |                 |                 |           |           |                       |                       |                       |                       |                       |                       |  |  |  |  |  |  |  |  |  |  |  |  |
| |            |            |            | Enrique VI          | Enrique VI          | Enrique VI          | Enrique VI          | Enrique VI          | Enrique VI          |                    |                    | Edmundo Tudor Condé de Richmond  | Edmundo Tudor Condé de Richmond  | Edmundo Tudor Condé de Richmond  | Edmundo Tudor Condé de Richmond  | Edmundo Tudor Condé de Richmond  | Edmundo Tudor Condé de Richmond  |             |             |                           |                           |                           |                           | Margarita Beaufort              | Margarita Beaufort              | Margarita Beaufort              | Margarita Beaufort              | Margarita Beaufort              | Margarita Beaufort              |                |                | Eduardo IV      | Eduardo IV      | Eduardo IV      | Eduardo IV      | Eduardo IV      | Eduardo IV      |           |           | Ricardo III           | Ricardo III           | Ricardo III           | Ricardo III           | Ricardo III           | Ricardo III           |  |  |  |  |  |  |  |  |  |  |  |  |
| |            |            |            | Enrique VI          | Enrique VI          | Enrique VI          | Enrique VI          | Enrique VI          | Enrique VI          |                    |                    | Edmundo Tudor Condé de Richmond  | Edmundo Tudor Condé de Richmond  | Edmundo Tudor Condé de Richmond  | Edmundo Tudor Condé de Richmond  | Edmundo Tudor Condé de Richmond  | Edmundo Tudor Condé de Richmond  |             |             |                           |                           |                           |                           | Margarita Beaufort              | Margarita Beaufort              | Margarita Beaufort              | Margarita Beaufort              | Margarita Beaufort              | Margarita Beaufort              |                |                | Eduardo IV      | Eduardo IV      | Eduardo IV      | Eduardo IV      | Eduardo IV      | Eduardo IV      |           |           | Ricardo III           | Ricardo III           | Ricardo III           | Ricardo III           | Ricardo III           | Ricardo III           |  |  |  |  |  |  |  |  |  |  |  |  |
| |            |            |            |                     |                     |                     |                     |                     |                     |                    |                    |                                  |                                  |                                  |                                  |                                  |                                  |             |             |                           |                           |                           |                           |                                 |                                 |                                 |                                 |                                 |                                 |                |                |                 |                 |                 |                 |                 |                 |           |           |                       |                       |                       |                       |                       |                       |  |  |  |  |  |  |  |  |  |  |  |  |
| |            |            |            |                     |                     |                     |                     |                     |                     |                    |                    |                                  |                                  |                                  |                                  |                                  |                                  |             |             |                           |                           |                           |                           |                                 |                                 |                                 |                                 |                                 |                                 |                |                |                 |                 |                 |                 |                 |                 |           |           |                       |                       |                       |                       |                       |                       |  |  |  |  |  |  |  |  |  |  |  |  |
| |            |            |            |                     |                     |                     |                     |                     |                     |                    |                    |                                  |                                  |                                  |                                  |                                  |                                  | Enrique VII | Enrique VII | Enrique VII               | Enrique VII               | Enrique VII               | Enrique VII               |                                 |                                 | Isabel de York                  | Isabel de York                  | Isabel de York                  | Isabel de York                  | Isabel de York | Isabel de York |                 |                 | Eduardo V       | Eduardo V       | Eduardo V       | Eduardo V       | Eduardo V | Eduardo V |                       |                       |                       |                       |                       |                       |  |  |  |  |  |  |  |  |  |  |  |  |
| |            |            |            |                     |                     |                     |                     |                     |                     |                    |                    |                                  |                                  |                                  |                                  |                                  |                                  | Enrique VII | Enrique VII | Enrique VII               | Enrique VII               | Enrique VII               | Enrique VII               |                                 |                                 | Isabel de York                  | Isabel de York                  | Isabel de York                  | Isabel de York                  | Isabel de York | Isabel de York |                 |                 | Eduardo V       | Eduardo V       | Eduardo V       | Eduardo V       | Eduardo V | Eduardo V |                       |                       |                       |                       |                       |                       |  |  |  |  |  |  |  |  |  |  |  |  |

## Descendencia
De este matrimonio nacieron 7 hijos:
- Arturo (nacido en el priorato de St. Swithin, Winchester el 20 de septiembre de 1486-fallecido en el Castillo de Ludlow, el 2 de abril de 1502), creado duque de Cornualles al nacer, pero proclamado príncipe de Gales en 1489; casado con Catalina de Aragón, hija menor de los Reyes Católicos.
- Margarita (nacida en el palacio de Westminster, 29 de noviembre de 1489-fallecida en el Castillo de Methven, Perthshire, 24 de noviembre de 1541), casada sucesivamente con Jacobo IV de Escocia, con Archibald Douglas, VI conde de Angus y regente de Escocia —este matrimonio fue anulado en 1527—, y con Enrique Estuardo, Lord Methven.
- Enrique VIII (nacido en el palacio de Placentia, 28 de junio de 1491-18 de febrero de 1547, fallecido en el Palacio de Whitehall, Londres), duque de York, a la muerte de su hermano mayor (1502), se convierte en el heredero del trono.
- Isabel (nacida en el palacio de Westminster, el 2 de julio de 1492-14 de septiembre de 1495, fallecida en el Palacio de Eltham).
- María (nacida en el palacio de Richmond, el 18 de marzo de 1496-fallecida en Westhorpe Hall, el 24 de junio de 1533), casada primero con Luis XII de Francia, y luego con Charles Brandon, duque de Suffolk.
- Edmundo (nacido en el palacio de Greenwich, el 21 de febrero de 1499-fallecido en Hatfield, el 19 de junio de 1500), duque de Somerset.
- Catalina (nacida en la Torre de Londres, el 2 de febrero de 1503 y fallecida en la Torre de Londres, el 10 de febrero de 1503).

Aún tras la boda aparecieron dos pretendientes de la casa de York: Lambert Simnel y Perkin Warbeck, que Enrique VII hubo de vencer para conservar el trono.
Lambert Simnel, un niño que, según Juan de la Pole, conde de Lincoln y heredero designado de Ricardo III, era en realidad Eduardo Plantagenet, conde de Warwick y primo de Eduardo V, que había logrado escapar de la torre de Londres, donde Enrique VII lo había encerrado, fue el primero de estos pretendientes. Enrique VII venció a los rebeldes en la batalla de Stoke (1487), perdonando la vida a Lambert, que se convirtió en sirviente de la casa real. El verdadero Eduardo Plantagenet, conde de Warwick siguió preso en la torre de Londres, hasta que fue ejecutado en 1499.
Perkin Warbeck, un neerlandés que afirma ser Ricardo de Shrewsbury, hermano de Eduardo V, fue el segundo de estos pretendientes. Desembarcó en Irlanda en 1491, pero al no contar con apoyos suficientes huyó a Francia, donde recibió apoyo de la familia real. Volvió a desembarcar en 1495, esta vez en Inglaterra, pero fue rápidamente vencido y huyó a Escocia, donde el rey Jacobo IV lo casó con su prima Catalina Gordon. Para apoyar al pretendiente, los escoceses invadieron Inglaterra en 1496, pero hubieron de retirarse al no encontrar apoyos para su candidato al trono. Por último, Perkin lideró una última revuelta en 1497, durante la que fue capturado, para ser ejecutado en 1499, junto a Eduardo Plantagenet.

## En la ficción

### Series de televisión
| Año       | Título                  | Intérprete         | Director            |
| --------- | ----------------------- | ------------------ | ------------------- |
| 2019      | The Spanish Princess    | Elliot Cowan       | -                   |
| 2017      | The White Princess      | Jacob Collins-Levy | -                   |
| 2013      | The White Queen         | Michael Marcus     | James Kent          |
| 2011-2014 | Isabel                  | Fermí Reixach      | Jordi Frades        |
| 1972      | The Shadow of the Tower | James Maxwell      | Prudence Fitzgerald |

## Ancestros
| \| \| \| \| \| \| \| \| \| \| \| \| \| \| \| \| \| \| \| \| 16. Tudur Fychan ap Gronw \| \| \| \| \| \| \| \| \| \| \| \| \| \| \| \| \| \| \| \| \| \| \| \| \| \| \| \| \| \| \| \| \| \| \| \| \| \| \| \| \| \| \| \| \| \| \| \| \| \| \| \| \| \| 8. Meredith Tudor \| \| \| \| \| \| \| \| \| \| \| \| \| \| \| \| \| \| \| \| \| \| \| \| \| \| \| \| \| \| \| \| \| \| \| \| \| \| \| \| \| \| \| \| \| \| \| \| \| \| \| \| \| \| 17. Margred ferch Thomas \| \| \| \| \| \| \| \| \| \| \| \| \| \| \| \| \| \| \| \| \| \| \| \| \| \| \| \| \| \| \| \| \| \| \| \| \| \| \| \| \| \| \| \| \| \| \| \| \| \| \| \| \| \| 4. Owen Tudor \| \| \| \| \| \| \| \| \| \| \| \| \| \| \| \| \| \| \| \| \| \| \| \| \| \| \| \| \| \| \| \| \| \| \| \| \| \| \| \| \| \| \| \| \| \| \| \| \| \| \| \| \| \| 18. Dafydd Fychan ap Dafydd Llwyd \| \| \| \| \| \| \| \| \| \| \| \| \| \| \| \| \| \| \| \| \| \| \| \| \| \| \| \| \| \| \| \| \| \| \| \| \| \| \| \| \| \| \| \| \| \| \| \| \| \| \| \| \| \| 9. Margarita ferch Dafydd \| \| \| \| \| \| \| \| \| \| \| \| \| \| \| \| \| \| \| \| \| \| \| \| \| \| \| \| \| \| \| \| \| \| \| \| \| \| \| \| \| \| \| \| \| \| \| \| \| \| \| \| \| \| 19. Nest ferch Ieuan ap Gruffudd \| \| \| \| \| \| \| \| \| \| \| \| \| \| \| \| \| \| \| \| \| \| \| \| \| \| \| \| \| \| \| \| \| \| \| \| \| \| \| \| \| \| \| \| \| \| \| \| \| \| \| \| \| \| 2. Edmundo Tudor, I conde de Richmond \| \| \| \| \| \| \| \| \| \| \| \| \| \| \| \| \| \| \| \| \| \| \| \| \| \| \| \| \| \| \| \| \| \| \| \| \| \| \| \| \| \| \| \| \| \| \| \| \| \| \| \| \| \| 20. Carlos V de Francia \| \| \| \| \| \| \| \| \| \| \| \| \| \| \| \| \| \| \| \| \| \| \| \| \| \| \| \| \| \| \| \| \| \| \| \| \| \| \| \| \| \| \| \| \| \| \| \| \| \| \| \| \| \| 10. Carlos VI de Francia \| \| \| \| \| \| \| \| \| \| \| \| \| \| \| \| \| \| \| \| \| \| \| \| \| \| \| \| \| \| \| \| \| \| \| \| \| \| \| \| \| \| \| \| \| \| \| \| \| \| \| \| \| \| 21. Reina Jeanne de Borbón \| \| \| \| \| \| \| \| \| \| \| \| \| \| \| \| \| \| \| \| \| \| \| \| \| \| \| \| \| \| \| \| \| \| \| \| \| \| \| \| \| \| \| \| \| \| \| \| \| \| \| \| \| \| 5. Catalina de Valois \| \| \| \| \| \| \| \| \| \| \| \| \| \| \| \| \| \| \| \| \| \| \| \| \| \| \| \| \| \| \| \| \| \| \| \| \| \| \| \| \| \| \| \| \| \| \| \| \| \| \| \| \| \| 22. Esteban III de Baviera \| \| \| \| \| \| \| \| \| \| \| \| \| \| \| \| \| \| \| \| \| \| \| \| \| \| \| \| \| \| \| \| \| \| \| \| \| \| \| \| \| \| \| \| \| \| \| \| \| \| \| \| \| \| 11. Isabel de Baviera \| \| \| \| \| \| \| \| \| \| \| \| \| \| \| \| \| \| \| \| \| \| \| \| \| \| \| \| \| \| \| \| \| \| \| \| \| \| \| \| \| \| \| \| \| \| \| \| \| \| \| \| \| \| 23. Taddea Visconti \| \| \| \| \| \| \| \| \| \| \| \| \| \| \| \| \| \| \| \| \| \| \| \| \| \| \| \| \| \| \| \| \| \| \| \| \| \| \| \| \| \| \| \| \| \| \| \| \| \| \| \| \| \| 1. Enrique VII de Inglaterra \| \| \| \| \| \| \| \| \| \| \| \| \| \| \| \| \| \| \| \| \| \| \| \| \| \| \| \| \| \| \| \| \| \| \| \| \| \| \| \| \| \| \| \| \| \| \| \| \| \| \| \| \| \| 24. Juan de Gante, y de . \| \| \| \| \| \| \| \| \| \| \| \| \| \| \| \| \| \| \| \| \| \| \| \| \| \| \| \| \| \| \| \| \| \| \| \| \| \| \| \| \| \| \| \| \| \| \| \| \| \| \| \| \| \| 12. Juan Beaufort, I duque de Somerset \| \| \| \| \| \| \| \| \| \| \| \| \| \| \| \| \| \| \| \| \| \| \| \| \| \| \| \| \| \| \| \| \| \| \| \| \| \| \| \| \| \| \| \| \| \| \| \| \| \| \| \| \| \| 25. Katherine de Roet \| \| \| \| \| \| \| \| \| \| \| \| \| \| \| \| \| \| \| \| \| \| \| \| \| \| \| \| \| \| \| \| \| \| \| \| \| \| \| \| \| \| \| \| \| \| \| \| \| \| \| \| \| \| 6. Juan Beaufort \| \| \| \| \| \| \| \| \| \| \| \| \| \| \| \| \| \| \| \| \| \| \| \| \| \| \| \| \| \| \| \| \| \| \| \| \| \| \| \| \| \| \| \| \| \| \| \| \| \| \| \| \| \| 26. Thomas Holland, II conde de Kent \| \| \| \| \| \| \| \| \| \| \| \| \| \| \| \| \| \| \| \| \| \| \| \| \| \| \| \| \| \| \| \| \| \| \| \| \| \| \| \| \| \| \| \| \| \| \| \| \| \| \| \| \| \| 13. Margarita Holland \| \| \| \| \| \| \| \| \| \| \| \| \| \| \| \| \| \| \| \| \| \| \| \| \| \| \| \| \| \| \| \| \| \| \| \| \| \| \| \| \| \| \| \| \| \| \| \| \| \| \| \| \| \| 27. Alice FitzAlan \| \| \| \| \| \| \| \| \| \| \| \| \| \| \| \| \| \| \| \| \| \| \| \| \| \| \| \| \| \| \| \| \| \| \| \| \| \| \| \| \| \| \| \| \| \| \| \| \| \| \| \| \| \| 3. Margarita Beaufort \| \| \| \| \| \| \| \| \| \| \| \| \| \| \| \| \| \| \| \| \| \| \| \| \| \| \| \| \| \| \| \| \| \| \| \| \| \| \| \| \| \| \| \| \| \| \| \| \| \| \| \| \| \| 28. Roger Beauchamp, segundo barón Beauchamp de Bletso \| \| \| \| \| \| \| \| \| \| \| \| \| \| \| \| \| \| \| \| \| \| \| \| \| \| \| \| \| \| \| \| \| \| \| \| \| \| \| \| \| \| \| \| \| \| \| \| \| \| \| \| \| \| 14. Roger Beauchamp \| \| \| \| \| \| \| \| \| \| \| \| \| \| \| \| \| \| \| \| \| \| \| \| \| \| \| \| \| \| \| \| \| \| \| \| \| \| \| \| \| \| \| \| \| \| \| \| \| \| \| \| \| \| 29. María Beauchamp \| \| \| \| \| \| \| \| \| \| \| \| \| \| \| \| \| \| \| \| \| \| \| \| \| \| \| \| \| \| \| \| \| \| \| \| \| \| \| \| \| \| \| \| \| \| \| \| \| \| \| \| \| \| 7. Margarita Beauchamp de Bletso \| \| \| \| \| \| \| \| \| \| \| \| \| \| \| \| \| \| \| \| \| \| \| \| \| \| \| \| \| \| \| \| \| \| \| \| \| \| \| \| \| \| \| \| \| \| \| \| \| \| \| \| \| \| 30. Sir John Stourton \| \| \| \| \| \| \| \| \| \| \| \| \| \| \| \| \| \| \| \| \| \| \| \| \| \| \| \| \| \| \| \| \| \| \| \| \| \| \| \| \| \| \| \| \| \| \| \| \| \| \| \| \| \| 15. Edith Stourton \| \| \| \| \| \| \| \| \| \| \| \| \| \| \| \| \| \| \| \| \| \| \| \| \| \| \| \| \| \| \| \| \| \| \| \| \| \| \| \| \| \| \| \| \| \| \| \| \| \| \| \| \| \| 31. Catherine Beaumont \| \| \| \| \| \| \| \| \| \| \| \| \| \| \| \| \| \| \| \| \| \| \| \| \| \| \| \| \| \| \| \| \| \| \| \| \| \| \| \| \| \| \| \| \| \| \| \| \| \| \| \| |                                                        |  |  |  |  |  |  |  |  |  |  |  |  |  |  |  |
| |                                                        |  |  |  |  |  |  |  |  |  |  |  |  |  |  |  |
| | 16. Tudur Fychan ap Gronw                              |  |  |  |  |  |  |  |  |  |  |  |  |  |  |  |
| |                                                        |  |  |  |  |  |  |  |  |  |  |  |  |  |  |  |
| |                                                        |  |  |  |  |  |  |  |  |  |  |  |  |  |  |  |
| | 8. Meredith Tudor                                      |  |  |  |  |  |  |  |  |  |  |  |  |  |  |  |
| |                                                        |  |  |  |  |  |  |  |  |  |  |  |  |  |  |  |
| |                                                        |  |  |  |  |  |  |  |  |  |  |  |  |  |  |  |
| | 17. Margred ferch Thomas                               |  |  |  |  |  |  |  |  |  |  |  |  |  |  |  |
| |                                                        |  |  |  |  |  |  |  |  |  |  |  |  |  |  |  |
| |                                                        |  |  |  |  |  |  |  |  |  |  |  |  |  |  |  |
| | 4. Owen Tudor                                          |  |  |  |  |  |  |  |  |  |  |  |  |  |  |  |
| |                                                        |  |  |  |  |  |  |  |  |  |  |  |  |  |  |  |
| |                                                        |  |  |  |  |  |  |  |  |  |  |  |  |  |  |  |
| | 18. Dafydd Fychan ap Dafydd Llwyd                      |  |  |  |  |  |  |  |  |  |  |  |  |  |  |  |
| |                                                        |  |  |  |  |  |  |  |  |  |  |  |  |  |  |  |
| |                                                        |  |  |  |  |  |  |  |  |  |  |  |  |  |  |  |
| | 9. Margarita ferch Dafydd                              |  |  |  |  |  |  |  |  |  |  |  |  |  |  |  |
| |                                                        |  |  |  |  |  |  |  |  |  |  |  |  |  |  |  |
| |                                                        |  |  |  |  |  |  |  |  |  |  |  |  |  |  |  |
| | 19. Nest ferch Ieuan ap Gruffudd                       |  |  |  |  |  |  |  |  |  |  |  |  |  |  |  |
| |                                                        |  |  |  |  |  |  |  |  |  |  |  |  |  |  |  |
| |                                                        |  |  |  |  |  |  |  |  |  |  |  |  |  |  |  |
| | 2. Edmundo Tudor, I conde de Richmond                  |  |  |  |  |  |  |  |  |  |  |  |  |  |  |  |
| |                                                        |  |  |  |  |  |  |  |  |  |  |  |  |  |  |  |
| |                                                        |  |  |  |  |  |  |  |  |  |  |  |  |  |  |  |
| | 20. Carlos V de Francia                                |  |  |  |  |  |  |  |  |  |  |  |  |  |  |  |
| |                                                        |  |  |  |  |  |  |  |  |  |  |  |  |  |  |  |
| |                                                        |  |  |  |  |  |  |  |  |  |  |  |  |  |  |  |
| | 10. Carlos VI de Francia                               |  |  |  |  |  |  |  |  |  |  |  |  |  |  |  |
| |                                                        |  |  |  |  |  |  |  |  |  |  |  |  |  |  |  |
| |                                                        |  |  |  |  |  |  |  |  |  |  |  |  |  |  |  |
| | 21. Reina Jeanne de Borbón                             |  |  |  |  |  |  |  |  |  |  |  |  |  |  |  |
| |                                                        |  |  |  |  |  |  |  |  |  |  |  |  |  |  |  |
| |                                                        |  |  |  |  |  |  |  |  |  |  |  |  |  |  |  |
| | 5. Catalina de Valois                                  |  |  |  |  |  |  |  |  |  |  |  |  |  |  |  |
| |                                                        |  |  |  |  |  |  |  |  |  |  |  |  |  |  |  |
| |                                                        |  |  |  |  |  |  |  |  |  |  |  |  |  |  |  |
| | 22. Esteban III de Baviera                             |  |  |  |  |  |  |  |  |  |  |  |  |  |  |  |
| |                                                        |  |  |  |  |  |  |  |  |  |  |  |  |  |  |  |
| |                                                        |  |  |  |  |  |  |  |  |  |  |  |  |  |  |  |
| | 11. Isabel de Baviera                                  |  |  |  |  |  |  |  |  |  |  |  |  |  |  |  |
| |                                                        |  |  |  |  |  |  |  |  |  |  |  |  |  |  |  |
| |                                                        |  |  |  |  |  |  |  |  |  |  |  |  |  |  |  |
| | 23. Taddea Visconti                                    |  |  |  |  |  |  |  |  |  |  |  |  |  |  |  |
| |                                                        |  |  |  |  |  |  |  |  |  |  |  |  |  |  |  |
| |                                                        |  |  |  |  |  |  |  |  |  |  |  |  |  |  |  |
| | 1. Enrique VII de Inglaterra                           |  |  |  |  |  |  |  |  |  |  |  |  |  |  |  |
| |                                                        |  |  |  |  |  |  |  |  |  |  |  |  |  |  |  |
| |                                                        |  |  |  |  |  |  |  |  |  |  |  |  |  |  |  |
| | 24. Juan de Gante, y de .                              |  |  |  |  |  |  |  |  |  |  |  |  |  |  |  |
| |                                                        |  |  |  |  |  |  |  |  |  |  |  |  |  |  |  |
| |                                                        |  |  |  |  |  |  |  |  |  |  |  |  |  |  |  |
| | 12. Juan Beaufort, I duque de Somerset                 |  |  |  |  |  |  |  |  |  |  |  |  |  |  |  |
| |                                                        |  |  |  |  |  |  |  |  |  |  |  |  |  |  |  |
| |                                                        |  |  |  |  |  |  |  |  |  |  |  |  |  |  |  |
| | 25. Katherine de Roet                                  |  |  |  |  |  |  |  |  |  |  |  |  |  |  |  |
| |                                                        |  |  |  |  |  |  |  |  |  |  |  |  |  |  |  |
| |                                                        |  |  |  |  |  |  |  |  |  |  |  |  |  |  |  |
| | 6. Juan Beaufort                                       |  |  |  |  |  |  |  |  |  |  |  |  |  |  |  |
| |                                                        |  |  |  |  |  |  |  |  |  |  |  |  |  |  |  |
| |                                                        |  |  |  |  |  |  |  |  |  |  |  |  |  |  |  |
| | 26. Thomas Holland, II conde de Kent                   |  |  |  |  |  |  |  |  |  |  |  |  |  |  |  |
| |                                                        |  |  |  |  |  |  |  |  |  |  |  |  |  |  |  |
| |                                                        |  |  |  |  |  |  |  |  |  |  |  |  |  |  |  |
| | 13. Margarita Holland                                  |  |  |  |  |  |  |  |  |  |  |  |  |  |  |  |
| |                                                        |  |  |  |  |  |  |  |  |  |  |  |  |  |  |  |
| |                                                        |  |  |  |  |  |  |  |  |  |  |  |  |  |  |  |
| | 27. Alice FitzAlan                                     |  |  |  |  |  |  |  |  |  |  |  |  |  |  |  |
| |                                                        |  |  |  |  |  |  |  |  |  |  |  |  |  |  |  |
| |                                                        |  |  |  |  |  |  |  |  |  |  |  |  |  |  |  |
| | 3. Margarita Beaufort                                  |  |  |  |  |  |  |  |  |  |  |  |  |  |  |  |
| |                                                        |  |  |  |  |  |  |  |  |  |  |  |  |  |  |  |
| |                                                        |  |  |  |  |  |  |  |  |  |  |  |  |  |  |  |
| | 28. Roger Beauchamp, segundo barón Beauchamp de Bletso |  |  |  |  |  |  |  |  |  |  |  |  |  |  |  |
| |                                                        |  |  |  |  |  |  |  |  |  |  |  |  |  |  |  |
| |                                                        |  |  |  |  |  |  |  |  |  |  |  |  |  |  |  |
| | 14. Roger Beauchamp                                    |  |  |  |  |  |  |  |  |  |  |  |  |  |  |  |
| |                                                        |  |  |  |  |  |  |  |  |  |  |  |  |  |  |  |
| |                                                        |  |  |  |  |  |  |  |  |  |  |  |  |  |  |  |
| | 29. María Beauchamp                                    |  |  |  |  |  |  |  |  |  |  |  |  |  |  |  |
| |                                                        |  |  |  |  |  |  |  |  |  |  |  |  |  |  |  |
| |                                                        |  |  |  |  |  |  |  |  |  |  |  |  |  |  |  |
| | 7. Margarita Beauchamp de Bletso                       |  |  |  |  |  |  |  |  |  |  |  |  |  |  |  |
| |                                                        |  |  |  |  |  |  |  |  |  |  |  |  |  |  |  |
| |                                                        |  |  |  |  |  |  |  |  |  |  |  |  |  |  |  |
| | 30. Sir John Stourton                                  |  |  |  |  |  |  |  |  |  |  |  |  |  |  |  |
| |                                                        |  |  |  |  |  |  |  |  |  |  |  |  |  |  |  |
| |                                                        |  |  |  |  |  |  |  |  |  |  |  |  |  |  |  |
| | 15. Edith Stourton                                     |  |  |  |  |  |  |  |  |  |  |  |  |  |  |  |
| |                                                        |  |  |  |  |  |  |  |  |  |  |  |  |  |  |  |
| |                                                        |  |  |  |  |  |  |  |  |  |  |  |  |  |  |  |
| | 31. Catherine Beaumont                                 |  |  |  |  |  |  |  |  |  |  |  |  |  |  |  |
| |                                                        |  |  |  |  |  |  |  |  |  |  |  |  |  |  |  |
| |                                                        |  |  |  |  |  |  |  |  |  |  |  |  |  |  |  |

### Citas
1. ↑  Rogers y Turvey, 2000.
2. ↑  «Tudor Pembroke | Ymddiriedolaeth Harri Tudur | Henry Tudor Trust». www.henrytudortrust.org.uk.; Breverton, Terry (2016). Henry VII: The Maligned Tudor King. Amberley Publishing Limited. ISBN 978-1445646060 – vía Google Books.
3. ↑  «BBC Wales – History – Themes – Pembroke The Main Street». British Broadcasting Corporation.
4. ↑  Kendall, 1973, p. 13.
5. 1 2 3  Williams, 1973.
6. ↑  Kendall, 1973, p. 156.
7. ↑  «John Beaufort». The History Jar (en inglés estadounidense). 21 de diciembre de 2019. Consultado el 13 de enero de 2025.
8. ↑  Chrimes, 1999; Davies, Norman. The Isles – A History. pp. 337-379.
9. 1 2  Mackie, 1952, p. 47.
10. ↑  Chrimes, 1999.
11. ↑  Mackie, 1952, p. 54.
12. ↑  Starkey, 2006, p. 4.
13. ↑  Marilee Mongello. «Tudor Monarchs – Henry VII, one». Englishhistory.net. Consultado el 7 February 2013.
14. ↑  Soden, Iain (2013). «Rooms with no view». Royal Exiles: From Richard the Lionheart to Charles II. Amberley Publishing. ISBN 978-1445612034.
15. ↑  Breverton, Terry (2016). Henry VII: The Maligned Tudor King. Amberley Publishing. ISBN 978-1445646060.
16. ↑  Chrimes, 1977, p. 65
17. ↑  Williams, 1973
18. ↑  Kendall, 1973, p. 297
19. ↑  «Henry Tudor's landing site». History Points. Consultado el 14 January 2019.
20. ↑  Rees, David (1985). The Son of Prophecy: Henry Tudor's Road to Bosworth. Black Raven Press. ISBN 978-0-85159-005-9.
21. ↑  Kendall, 1973, p. 361; Williams, 1973
22. ↑  Chrimes, 1999, p. 50
23. ↑  «Westminster Abbey website: Coronations, Henry VII and Elizabeth of York». Consultado el 4 March 2013.
24. ↑  Weir, 2007, p. 7
25. ↑  Williams, 1973
26. ↑  Chrimes, 1999, p. 53
27. ↑  Morgan, 1988, p. 709
28. 1 2  Chrimes, 1999, p. 72
29. ↑  Penn, 2011, pp. 22–23
30. ↑  Weir, 1995, p. 190
31. ↑  Chrimes, 1999, p. 51
32. ↑  Chrimes, 1999, p. 69
33. ↑  Williams, 1973
34. ↑  Chrimes, 1999, pp. 69–70
35. ↑  Arthurson, Ian (2009). The Perkin Warbeck Conspiracy. History Press Limited. ISBN 978-0750939898.[página requerida]
36. ↑  Arthurson, Ian (1997). The Perkin Warbeck Conspiracy, 1491–1499. Sutton. p. 215. ISBN 978-0750916103.
37. ↑   El contenido de este artículo incorpora texto de la Enciclopedia Católica (1913), que se encuentra en el dominio público.
38. ↑  Penn, 2011, p. 70.
39. ↑  Chrimes, 1999, pp. 302–304.
40. ↑  Weir, 2013, p. 404.
41. ↑  Penn, 2013, p. 204.
42. ↑  Bergenroth, G A. «Calendar of State Papers, Spain: Supplement To Volumes 1 and 2, Queen Katherine; Intended Marriage of King Henry VII To Queen Juana». British History Online. Consultado el 7 August 2020.
43. ↑  Schwarz, Arthur L. (2009). «Henry's Father Searches for a New Wife». VIVAT REX! An Exhibition Commemorating the 500th Anniversary of the Accession of Henry VIII. The Grolier Club. p. 58. ISBN 978-1605830179.
44. ↑  «Domestic and foreign policy of Henry VII». Archivado desde el original el 27 de junio de 2015. Consultado el 16 de noviembre de 2015.
45. ↑  «Henry VII Winter King». Queen to History.
46. ↑  Chrimes, 1999, p. 304; Penn, 2013, pp. 110–113
47. ↑  «Queen Margaret's Arch | York Civic Trust». Consultado el 9 March 2020.
48. ↑  «Tudor Times». Tudor Times. Consultado el 9 March 2020.
49. ↑  Chrimes, 1999, pp. 313–314, n5
50. ↑  Hunt y Towle, 1998, p. 69
51. ↑  Lockyer, 2014, p. 88
52. ↑  «Margaret Beaufort, Countess of Richmond». Westminster Abbey. Consultado el 10 January 2021.
53. ↑  Stanley Bertram, Chrimes (1972). Henry VII (Enrique VII) (en inglés) (1era edición). Methuen Publishing. ISBN 978-0-413-28590-4.
54. ↑  Starz's 'The White Princess' Begins Production; New Cast Members Announced.